# کانادا در المپیک تابستانی ۱۹۲۰
کانادا در بازی‌های المپیک تابستانی ۱۹۲۰ که در شهر آنتورپ برگزار شد، کاروان کانادا با ۵۳ ورزشکار در این رقابت‌ها شرکت کرد و موفق به کسب ۹ مدال (۳ طلا، ۳ نقره، ۳ برنز) شد. در جدول رتبه‌بندی توزیع مدال‌ها، کانادا در ردهٔ ۱۲ مسابقات قرار گرفت.